# Give Heaven Some Hell
Give Heaven Some Hell (englisch Gib’ dem Himmel etwas Hölle) ist ein Lied des US-amerikanischen Country-Sängers Hardy. Es erschien am 25. Januar 2021 als zweite Single seines ersten Studioalbums A Rock. 

## Inhalt
Give Heaven Some Hell ist ein Countrysong, der von Hardy (bürgerlich Michael Wilson Hardy) mit Ashley Gorley, Ben Johnson und Hunter Phelps geschrieben wurde. Der Text ist in englischer Sprache verfasst. Give Heaven Some Hell ist 3:37 Minuten lang, wurde in der Tonart B-Dur geschrieben und weist ein Tempo von 126 BPM auf. Produziert wurde das Lied von Joey Moi und Derek Wells. Es ist ein Abschiedslied an einen zu früh verstorbenen Freund und eine Ode an die Freundschaft. Das Lied wurde nicht durch eine persönliche Erfahrung inspiriert. Vielmehr schrieb Hardy mit Johnson und Hunter Phelps das Lied Truck, für das die Zeile „’Cause he´s giving heaven some hell“ geschrieben wurde. Die drei schauten sich danach an und waren sich daraufhin einig, dass dies „eine eigene Idee“ und „nicht als Zeile eines Liedes verschwendet werden sollte“. Eine Woche später schrieben die drei Autoren zusammen mit Ashley Gorley Give Heaven Some Hell. Die Zeile in dem Lied Truck wurde in „He misses him like hell“ geändert.
Die verstorbene Person wird als rebellische Persönlichkeit beschrieben, die versucht, Bier in den Himmel zu schmuggeln. Der Verstorbene kann laut Ashley Gorley „ein Freund aus der High School, dein Cousin oder dein Vater, dein Bruder, deine Schwester oder irgendeine andere Person mit einer rebellischen Einstellung“ sein. Gorley könne sich nur schwer vorstellen, wie diese Leute auf den Wolken mit Harfen und Flügeln singen.

## Musikvideo
Für das Lied wurde in Lynnville (Tennessee) ein Musikvideo aufgenommen, bei dem Justin Clough Regie führte. Das Video spielt in einer Kirche, wo die Anwesenden den Verstorbenen betrauern. Später erinnern sich die Anwesenden an gemeinsame Erlebnisse, die in verschiedenen Rückblenden dargestellt werden. Am Ende des Videos wird der Sarg aus der Kirche getragen. Neben Hardy sind die Co-Autoren Hunter Phelps, Ben Johnson und mit Hardy befreundete Musiker wie Jameson Rodgers, Jake Mitchell und Smith Ahnquist zu sehen. Das viele seiner Freunde in dem Video zu sehen sind hätte Hardy „viel bedeutet“. In der Szene, in der der Sarg aus der Kirche getragen wird, hätten laut Hardy den Gedanken gehabt, dass „eines Tages einer von ihnen drinliegen könnte“.

## Rezeption

### Rezensionen
Erica Zisman vom Onlinemagazin Country Swag schrieb, dass Hardy ein „meisterhafter Sprachkünstler“ wäre und Give Heaven Some Hell würde dies „mühelos veranschaulichen“. Andy Thorley vom Onlinemagazin Maximum Volume Music beschrieb das Lied als „hymnisch und unwiderstehlich, aber ohne die süßliche Sentimentalität, die oft diese Art von Liedern färbt“.

### Chartplatzierungen
| ChartsChartplatzierungen               | Höchstplatzierung | Wochen |
| -------------------------------------- | ----------------- | ------ |
| Vereinigte Staaten (Billboard)         | 69 (10 Wo.)       | 10     |
| Vereinigte Staaten (Billboard Country) | 16 (59 Wo.)       | 59     |

### Auszeichnungen für Musikverkäufe
| Land/Region               | Auszeichnungen für Musikverkäufe (Land/Region, Auszeichnung, Verkäufe) | Verkäufe  |
| ------------------------- | ---------------------------------------------------------------------- | --------- |
| Kanada (MC)               | Gold                                                                   | 40.000    |
| Vereinigte Staaten (RIAA) | 3× Platin                                                              | 3.000.000 |
| Insgesamt                 | 1× Gold · 3× Platin ·                                                  | 3.040.000 |